# Ursula Isbel
Ursula Isbel (także Ursula Dotzler-Isbel; ur. jako Ursula Dotzler; ur. 2 kwietnia 1942 w Monachium) – niemiecka pisarka, autorka książek dla dzieci i młodzieży.

## Książki
- Der Zauber von Ashgrove Hall. Wien: Ueberreuter, 2010. ISBN 978-3-8000-5572-2.
- Die Nacht der Feen. Wien: Ueberreuter, 2009. ISBN 978-3-8000-5464-0.
- Sturmkind. München: cbt Verlag, 2008. ISBN 978-3-570-30536-2.
- Flucht von Burg Ravensmoor. Wien: Ueberreuter, 2007. ISBN 978-3-8000-5313-1.
- Pferdeabenteuer auf Burg Ravensmoor. Wien: Ueberreuter, 2006. ISBN 978-3-8000-5231-8.
- Spuk in Grey Hill House. Wien: Ueberreuter, 2006. ISBN 978-3-8000-5207-3.
- Die Frau am Meer [1999] / Der Schimmel im Moor. Zwei Romantik-Thriller. München: Bertelsmann-Jugendbuch-Verl., 2005. ISBN 3-570-30189-3.
- Stimmen aus dem Kamin [1977] / Das Schloss im Nebel [1977]. Zwei Romantik-Thriller. München: Bertelsmann-Jugendbuch-Verl., 2004. ISBN 3-570-30149-4.
- Das Haus der flüsternden Schatten [1979] / Das schwarze Herrenhaus [1980]. Zwei Romantik-Thriller. München: Bertelsmann-Jugendbuch-Verl., 2003. ISBN 3-570-30252-0.
- Sommerwind und Hufgetrappel. München: Schneider, 2003. ISBN 3-505-11952-0.
- Lachen aus dem Dunkel [1985] / Ein Schatten fällt auf Erlengrund [1978]. München: Bertelsmann-Jugendbuch-Verl., 2002. ISBN 3-570-30032-3.
- Rätsel der Vergangenheit. München: Egmont Schneider, 2002. ISBN 3-505-11750-1.
- Eulenbrooks Pferde (3 tomy). München: Egmont Schneider, 2002-2003.
- Pferdeheimat im Hochland (7 tomów ). München: Omnibus, 2001 [1997]. ISBN 3-570-21058-8.
- Ich will nicht mehr. München: Egmont Schneider, 1996.
- Nelly (10 tomów). München: Egmont Schneider, 1996-2000.
- Benny (5 tomów). München: F. Schneider, 1996-1997.
- Im Butterblumental (6 Bände). München: F. Schneider, 1990-1991.
- Reiterhof Dreililien (10 Bände). München: Egmont Schneider, 1983-1994.
- Irischer Frühling. Roman. Frankfurt a.M.: Krüger, 1976.
- Amalia auf dem Hexenball. München, Wien: F. Schneider, 1976.
- Nach all diesen Jahren. Roman. Frankfurt a.M.: Goverts-Krüger-Stahlberg, 1975.
- Wer zaubert wie Amalia? München, Wien: F. Schneider, 1975.
- Nur ein Flügelschlag. Schicksalsroman. München: Goldmann, 1973 [1969].